# Hrabstwo Grand (Kolorado)

Piramida wieku hrabstwa

Hrabstwo Grand (ang. Grand County) to hrabstwo w stanie Kolorado w Stanach Zjednoczonych. Hrabstwo zajmuje powierzchnię 4 842,24 km². Według szacunków United States Census Bureau w roku 2006 liczyło 13 406 mieszkańców. Siedzibą administracyjną hrabstwa jest Hot Sulphur Springs.

## Miasta
- Fraser
- Granby
- Grand Lake
- Hot Sulphur Springs
- Kremmling
- Winter Park

## CDP
- Parshall
- Tabernash